# Jair da Rosa Pinto
Jair da Rosa Pinto, beter bekend als Jair, (Quatis, 21 maart 1921 – Rio de Janeiro, 28 juli 2005) was een Braziliaanse voetballer en trainer. Jair speelde meestal als inside-forward en stond bekend om zijn vrije speelstijl en hij stond vooral bekend om zijn tempo en technische vermogen om de tegenstanders te verslaan en om zijn extreem snelle linksbuiten. Hij stond ook bekend om zijn sterke linkervoet en hij werd beschouwd als een van de belangrijkste Braziliaanse voetballers van de jaren veertig en vijftig.

## Speelcarrière

### Club
Jair begon zijn carrière bij de Madureira-club in 1938, waar hij op dat moment op de linkervleugel speelde. Zijn behendige spel en vermogen om hard richting het doel te trappen, maakten hem steeds bekender. In 1943 verhuisde Jair naar de Vasco da Gama-club. Hij hielp de Vasco-club en wist in 1944 de tweede plaats veilig te stellen in de Braziliaanse competitie, Expresso da Vitória, die wordt beschouwd als een van de grootste ploegen in de geschiedenis van de club. In 1947, voordat de Braziliaanse competitie begon, verhuisde hij naar de Flamengo-club. In het seizoen 1947 slaagde hij er niet in Flamengo te helpen de competitie te winnen, maar zijn oude club Vasco won de competitie. In 1949 sloot hij zich tot 1955 aan bij de Palmeiras-club. In 1955 had de Palmeiras-club slechts een gelijkspel nodig tegen de rivaliserende club São Paulo om de competitie te winnen. Toen zijn club met 1-0 achter stond, scoorde Jair één doelpunt om zijn club te helpen de competitie te winnen. Zijn verhuizing naar de Santos-club in 1956 leverde hem veel succes op bij de voetbalclub, waar zijn club de competitie won met een voorsprong van 7 punten in Jairs eerste seizoen bij de Santos-club. Tijdens zijn tijd bij Santos viel zijn club nooit buiten de top twee van de competitie en won de competitie in 1958 en 1960, gedurende welke tijd hij op jonge leeftijd met Pelé speelde .
Hij verliet Santos in 1961, toen hij 40 jaar oud was. Hij verhuisde voor één seizoen naar São Paulo voordat hij het volgende seizoen naar Ponte Preta verhuisde. Op 42-jarige leeftijd ging hij met pensioen.

### Internationaal
Hij maakte zijn debuut in het Braziliaanse nationale team op 5 maart 1940 in een wedstrijd tegen Argentinië. Brazilië verloor de wedstrijd met 6-1. het enige doelpunt voor Brazilië werd gescoord door Jair, het eerste van zijn 22 doelpunten die hij scoorde voor het nationale team.
Hij speelde een van de beste wedstrijden van de jaren veertig voor het nationale team tegen Uruguay in 1944. In die vriendschappelijke wedstrijd scoorde hij een hattrick. Tijdens de jaren veertig speelde hij voor het Braziliaanse nationale team op drie Zuid-Amerikaanse kampioenschappen, in 1945, 1946 en 1949, toen het Braziliaanse nationale team het kampioenschap won en hij topscorer was met 9 doelpunten, terwijl hij in 1945 en 1946 als tweede eindigde. Vanwege zijn blessure werd hij in 1942 weggelaten van het Zuid-Amerikaanse kampioenschap.
De jaren vijftig waren de meest volwassen jaren van Jair. Samen met Friaça, Chico, Zizinho en Ademir leidde hij het Braziliaanse team. Met zoveel positieve energie verwelkomden ze het WK van 1950 , dat in Brazilië werd gehouden. Het werd beschouwd als een van de beste ploegen van Brazilië. Brazilië speelde het hele toernooi goed en scoorde onder leiding van het trio Jair, Zizinho en Ademir 22 doelpunten in zes wedstrijden voordat het ten koste ging van Uruguay in een wedstrijd die in feite de WK-finale was - een wedstrijd waarin Jair de paal raakte tijdens het toernooi. de vroege overheersing van Brazilië, maar kon niets doen om te voorkomen dat Uruguay zich herstelde van Friaça's vroege doelpunt en met 2-1 zegevierde en 200.000 fans uit het Maracana Stadion, dat was gebouwd voor het WK, teleurgesteld naar huis werden gestuurd en hij werd opgenomen in het team van het toernooi en daarna speelde hij zes jaar niet voor het nationale team. In 1956 keerde hij terug naar het Braziliaanse nationale team om te spelen voor de Copa América.

## Managementcarrière
Na pensionering van zijn spelerscarrière werkte Jair als coach en leidde hij de clubs Sao Paulo, Juventus, Ponte Preta, Vitoria, Olaria, Santos, Madureira, Palmeiras, Fluminense en Guarani.

## Overlijden
Hij stierf op 28 juli 2005 op 84-jarige leeftijd aan een longinfectie. Zijn as werd begraven op de Cajou-begraafplaats, vlak bij de haven van Rio de Janeiro.